# Brad Trivers
Brad Trivers, né le 22 décembre 1971 à Perth, est un homme politique canadien.
Il est élu à l'Assemblée législative de l'Île-du-Prince-Édouard lors de l'élection provinciale de 2015. Il représente la circonscription de Rustico-Emerald en tant qu'un membre du Parti progressiste-conservateur de l'Île-du-Prince-Édouard.